# Шахворостівська сільська рада (Миргородський район)
Шахворостівська сільська рада — колишній орган місцевого самоврядування в Миргородському районі Полтавської області з центром в селі Шахворостівка.

## Населені пункти
Сільраді були підпорядковані населені пункти:
- c. Шахворостівка
- с. Деркачі
- с. Любівщина
- с. Малинівка
- с. Трудолюб

## Пам'ятки
На території сільської ради розташована частина (76,8 га) ландшафтного заказника місцевого значення «Ярмаківський».